# Storena parvula
Storena parvula là một loài nhện trong họ Zodariidae.
Loài này thuộc chi Storena. Storena parvula được Lucien Berland miêu tả năm 1938.